# Ланггор, Теодор
Теодор Ланггор (дат. Theodor Johan Henrik Langgaard; 27 июля 1813, Ландсберг-ан-дер-Варте — 31 октября 1883, Рио-де-Жанейро) — датско-бразильский медик. Дядя Зигфрида Ланггора, двоюродный дед Руда Ланггора.
Сын датского часовщика, в результате финансового кризиса в Дании эмигрировавшего в Пруссию. Учился у отца его ремеслу, а после смерти отца в 1832 г. вместе со старшим братом Иоганнесом Петером Ланггором (1811—1890), в дальнейшем одним из основателей кирпичного производства в Дании, отправился для дальнейшего обучения часовому делу на остров Рюген. Позднее братья Ланггоры работали в Копенгагене у известного датского часового мастера Урбана Юргенсена.
В 1833—1841 гг. изучал медицину в Копенгагене, в 1843 г. защитил в Кильском университете диссертацию по урологии (лат. De stricta urethrae). После этого отправился в Бразилию, где и работал до конца жизни — сперва в Сорокабе, с 1847 г. в Кампинасе и наконец с 1872 г. в Рио-де-Жанейро, где дослужился до должностей личного врача императора Педру II и придворного акушера.
Не порывая связи с родиной, Ланггор значительно помог в комплектации этнографической коллекции Национального музея Дании, а также собрания зоологического музея и зоопарка.
В 1864 г. удостоен звания командора Ордена Данеброг.